# A-1 Yola (альбом Esham)
A1 Yola — десятий студійний альбом американського репера Esham, виданий 19 квітня 2005 р. лейблом Psychopathic Records. Дистриб'ютор: RED Distribution. Ця платівка стала першим в історії хіп-хоп релізом, випущеним разом з DVD, що містило відеокліп на кожну пісню з альбому. Лише трохи згодом, у вересні 2005 р., 50 Cent повторив зроблене Ішамом, перевидавши свій альбом The Massacre.
Платівка посіла 176-ту сходинку чарту Billboard 200 та 48-ме місце чарту Top R&B/Hip-Hop Albums. Вона стала останнім релізом виконавця на Psychopathic Records. A-1 Yola — найуспішніший альбом у кар'єрі репера.

## Відеокліпи
У комплекті з релізом постачався бонусний DVD, який містив кліпи на майже всі пісні з платівки (крім «Enemies», «Gangsta Dedication» та «?»). У 2007 відео «Justa Hustler» з'явилося на DVD Psychopathic: The Videos, яке випустив лейбл Psychopathic Records.

## Список пісень
| #   | Назва                                               | Продюсер   | Тривалість |
| --- | --------------------------------------------------- | ---------- | ---------- |
| 1.  | «Since Day One»                                     | Esham      | 3:07       |
| 2.  | «Turbulence»                                        | Esham      | 3:38       |
| 3.  | «Bolivia»                                           | Esham      | 2:59       |
| 4.  | «Bird After Bird»                                   | Esham      | 3:40       |
| 5.  | «Justa Hustler» (містить прихований трек «Pill Me») | Esham      | 6:16       |
| 6.  | «Yoca Cola»                                         | Esham      | 3:33       |
| 7.  | «Fall into the Fire»                                | Esham      | 3:15       |
| 8.  | «Wicket»                                            | Esham      | 4:03       |
| 9.  | «Enemies»                                           | Esham      | 3:11       |
| 10. | «Help Me»                                           | Esham      | 3:14       |
| 11. | «Servin'» (містить прихований трек «Full Power»)    | Esham      | 3:57       |
| 12. | «Bangin' Dope»                                      | Esham      | 2:40       |
| 13. | «One Hundred»                                       | Polar Bear | 3:43       |
| 14. | «Gangsta Dedication»                                | Marc Live  | 3:16       |
| 15. | «Unhappy» (містить прихований трек «President»)     | Esham      | 3:57       |
| 16. | «?»                                                 | Esham      | 2:39       |
| 17. | «Smiley Faces»                                      | Esham      | 3:19       |

## Чартові позиції
| Рік  | Чарт                      | Найвища позиція |
| ---- | ------------------------- | --------------- |
| 2005 | US Billboard 200          | 176             |
| 2005 | US Top R&B/Hip-Hop Albums | 48              |